# 亦那河
亦那河，一作赤那河，位于中国云南省东部和贵州省西南部，是北盘江上游右岸支流，发源于贵州省盘县红果镇西，于富源县卜过河村流入云南境内。从源头北流至富源县邓家湾称为嘉河，继续北流至宣威市羊场镇的关阳沟村进入地下伏流，于干洞村北面流出地面，此段称茨营河。茨营河北流至海岱镇文阁村左纳羊场河后称“亦那河”。亦那河下游为宣威市东山镇和田坝镇界河，又称岔河。亦那河最后在田坝镇米田村西汇入北盘江上游河段。河长67千米，流域面积1022平方千米。

## 另外参考
- 2021年1月份地表水环境质量，云南省生态环境厅驻曲靖市生态环境监测站，2021年3月29日 （页面存档备份，存于）